# Хлібні інвестиції
ТОВ «Хлібні інвестиції» — українська компанія, один з найбільших виробників хліба та хлібобулочних виробів в Україні.

## Структура
До складу ТОВ «Хлібні Інвестиції» входять такі підприємства:
- ТОВ «Chanta Mount» (с. Нові Петрівці, Київська обл.)
- ТОВ «Перший Столичний Хлібозавод» (с. Нові Петрівці, Київська обл.)
- ПрАт «Теремно Хліб» (м. Луцьк, Волинська обл.)
- ТОВ «Бердичівський хлібозавод» (м. Бердичів, Житомирська обл.)
- ТОВ «Івано-Франківський хлібокомбінат» (м. Івано-Франківськ)

## Історія розвитку
У 1994 році в м. Хмельницькому було створено ТОВ «Заграва Експо», яке займалося виробництвом борошна на давальницьких умовах і постачаннями його на макаронні та хлібопекарські підприємства. Керівником і співзасновником став Юрій Триндюк.
У 1998 році на біржі в Івано-Франківську було куплено 20 % акцій Івано-Франківського хлібокомбінату. Інші акції були докуплені у трудового колективу.  
У 1999 році на аукціоні в м. Луцьку було придбано 10 % акцій підприємства ВАТ «Хліб», інші акції були докуплені у трудового колективу.
У 2000 році в керівництва та трудового колективу були придбані акції Білогірського комбінату хлібопродуктів з млиновим комплексом.
У 2001 році офіс ТОВ «Заграва Експо» для збільшення своїх можливостей переїжджає в м. Київ.
26 лютого 2003 року було створено ТОВ «Хлібні інвестиції», куди увійшли всі активи ТОВ «Заграва Експо». Президентом компанії став Юрій Триндюк.
У 2002 році ТОВ «Хлібні інвестиції» купує 62,3 % акцій Бердичівського хлібозаводу в АКБ «Форум».
У 2003 році у ТОВ «ТНТ» було придбано 52,43 % акцій Чернівецького хлібокомбінату.
У 2007 році компанія купує непрацюючий завод у Нових Петрівцях Київської області у «Київського обласного союзу споживчих товариств» (облспоживспілка). І на його місці будує новий завод потужністю 150 тонн хліба на добу. Обсяг робіт виконано на 70 %.
У квітні 2012 року у селі Нові Петрівці (Київська область) відбулось відкриття хлібозаводу — ТОВ «Перший Столичний хлібозавод».
У 2013 році на ТОВ «Першому Столичному хлібозаводі» була запущена нова лінія з виробництва булочних дрібноштучних виробів, обладнання якої було придбане на словенському заводі «Гостол».
У 2016 році відбулось відкриття другого потужного цеху на ТОВ «Першому Столичному хлібозаводі» для розширення асортименту і забезпечення попиту споживачів на продукцію поточних ліній для хлібів: «Український», «Родинний», «Батон».
23 листопада 2018 року у с. Нові Петрівці відбулося відкриття нового заводу з виробництва заморожених хлібобулочних виробів ТОВ «Chanta Mount». Інвестиції в проект Chanta Mount на початкових етапах сягнули 25 мільйонів євро. Підприємство на добу може виробляти близько 20 тонн багетів, чіабати, мініхлібів та інших виробів без підключення додаткових потужностей. З підключенням — до 90 тонн на добу без втрати якості.
10 червня 2020 року відкрита нова автоматизована лінія з виробництва лаваша на ТОВ «Бердичівському хлібозаводі».